# リフテック
株式会社 リフテック（Liftec Co.,Ltd.）は、広島県呉市に本社を置く、階段昇降機・段差解消機の専門業者として、販売・設置・保守・メンテナンス・レンタル・中古販売を行う企業。

## 概要
2007年（平成19年）、谷本忠士によって設立された。
2012年より、介護保険貸与・販売事業
【福祉のお店　ふわり】を開業。
2015年より、訪問介護事業
【訪問介護ステーション　みつき】を開業。
2023年より、車両・船舶・バイク等の販売・整備事業
【カールーム工房】を開業。

## 機種
- 階段昇降機　「昇助くん」
- 階段昇降機　「タスカル」
- 階段昇降機　「フロー2」
- 段差解消機　「ドリームステージ」
- 段差解消機　「タスカルリフト」
- 車いす用階段昇降機

## 営業所
- 広島本社
- 広島営業所
- 関西営業所
- 関東営業所